# Riada de Alicante de 1997
La riada de Alicante de 1997 fue un episodio de lluvias torrenciales ocurrido el 30 de septiembre de 1997, considerado uno de los desastres naturales más graves en la historia de la ciudad de Alicante (España). Este fenómeno, provocado por una gota fría, dejó un saldo trágico de cuatro fallecidos, cientos de heridos y cuantiosos daños materiales que transformaron el paisaje urbano y la planificación de infraestructura de la ciudad.

## Contexto meteorológico
El evento estuvo causado por un embolsamiento de aire frío en las capas altas de la atmósfera que interactuó con la humedad acumulada en el Mar Mediterráneo tras un verano caluroso. Este fenómeno, conocido como gota fría, es común en el sureste de España, pero la intensidad y concentración de las precipitaciones superaron los registros previos. Durante la tormenta se recogieron hasta 267 litros por metro cuadrado en seis horas, con una intensidad máxima de 156 litros por metro cuadrado en apenas hora y media.

## Desarrollo de los acontecimientos

### La mañana de la tormenta
La jornada comenzó con lluvias intensas alrededor de las 8:00 de la mañana, coincidiendo con el inicio de la actividad diaria. A esa hora, la ciudad estaba en plena efervescencia, con trabajadores dirigiéndose a sus empleos y niños camino a las escuelas. En poco más de una hora, el agua inundó calles, sótanos y bajos comerciales, paralizando el tráfico y dejando vehículos flotando como si fueran de papel.

### La segunda tormenta
Aunque hubo una breve tregua a media mañana, la lluvia se recrudeció con mayor intensidad hacia las 13:00 horas, provocando el colapso definitivo de la ciudad. Las zonas más afectadas incluyeron Playa de San Juan, La Albufereta, Sangueta y el centro de Alicante, donde el agua anegó la construcción del aparcamiento de Alfonso el Sabio, transformándolo en una gigantesca piscina.
En algunos puntos, como los barrancos de Juncaret, Bonhivern y Orgegia, el agua alcanzó más de 1,5 metros de altura. En áreas urbanas, como la Plaza de la Montañeta, el agua arrastró vehículos y mobiliario urbano. En la estación de tren quedaron atrapadas más de 400 personas, y la Universidad de Alicante se inundó completamente, requiriendo la evacuación de estudiantes y profesores.

### Impacto humano y material
La riada dejó un saldo de cuatro fallecidos, entre ellos una madre y su hijo que fueron arrastrados por una alcantarilla, y más de 200 heridos. Las pérdidas materiales fueron incalculables, con barrios enteros anegados, comercios destruidos y vías de comunicación cortadas. El sistema de alcantarillado colapsó, y las operaciones ferroviarias y aeroportuarias quedaron suspendidas.

### Respuesta de emergencia
Los cuerpos de seguridad, como la Policía, los bomberos, la Guardia Civil y Protección Civil, trabajaron incansablemente durante la emergencia. Se organizaron cadenas humanas para rescatar a personas atrapadas, y en algunas zonas se utilizaron lanchas neumáticas para llegar a los residentes aislados. La solidaridad ciudadana fue clave para enfrentar la catástrofe, destacándose imágenes de rescates dramáticos y esfuerzos colectivos.

## Consecuencias y medidas adoptadas
Tras el desastre, se implementó el Plan Antirriadas, un ambicioso proyecto de infraestructura diseñado para mitigar el impacto de futuras lluvias torrenciales. El plan incluyó la construcción de 40 kilómetros de colectores subterráneos, 18 kilómetros de ellos bajo el núcleo urbano, y obras adicionales como el depósito pluvial de San Gabriel, con capacidad para almacenar 60.000 metros cúbicos de agua, y el parque inundable de La Marjal, que actúa como una zona de contención en la Playa de San Juan.